# Kiotina delicata
Kiotina delicata és una espècie d'insecte plecòpter pertanyent a la família dels pèrlids.

## Descripció
- Els adults són de color marró, amb el cap fosc i una franja pàl·lida transversal davant dels ocels, els palps i les antenes marrons foscos, el pronot marró fosc amb rugositats prominents, les ales de color marró fosc i l'abdomen marró però més pàl·lid que el pronot.
- Les ales anteriors del mascle fan entre 14 i 15 mm de llargària.
- Ni la femella ni la larva no han estat encara descrites.[3]

## Hàbitat
En el seu estadi immadur és aquàtic i viu a l'aigua dolça, mentre que com a adult és terrestre i volador.

## Distribució geogràfica
Es troba a Àsia: la Xina (Fujian).